# جمجمة ندوتو

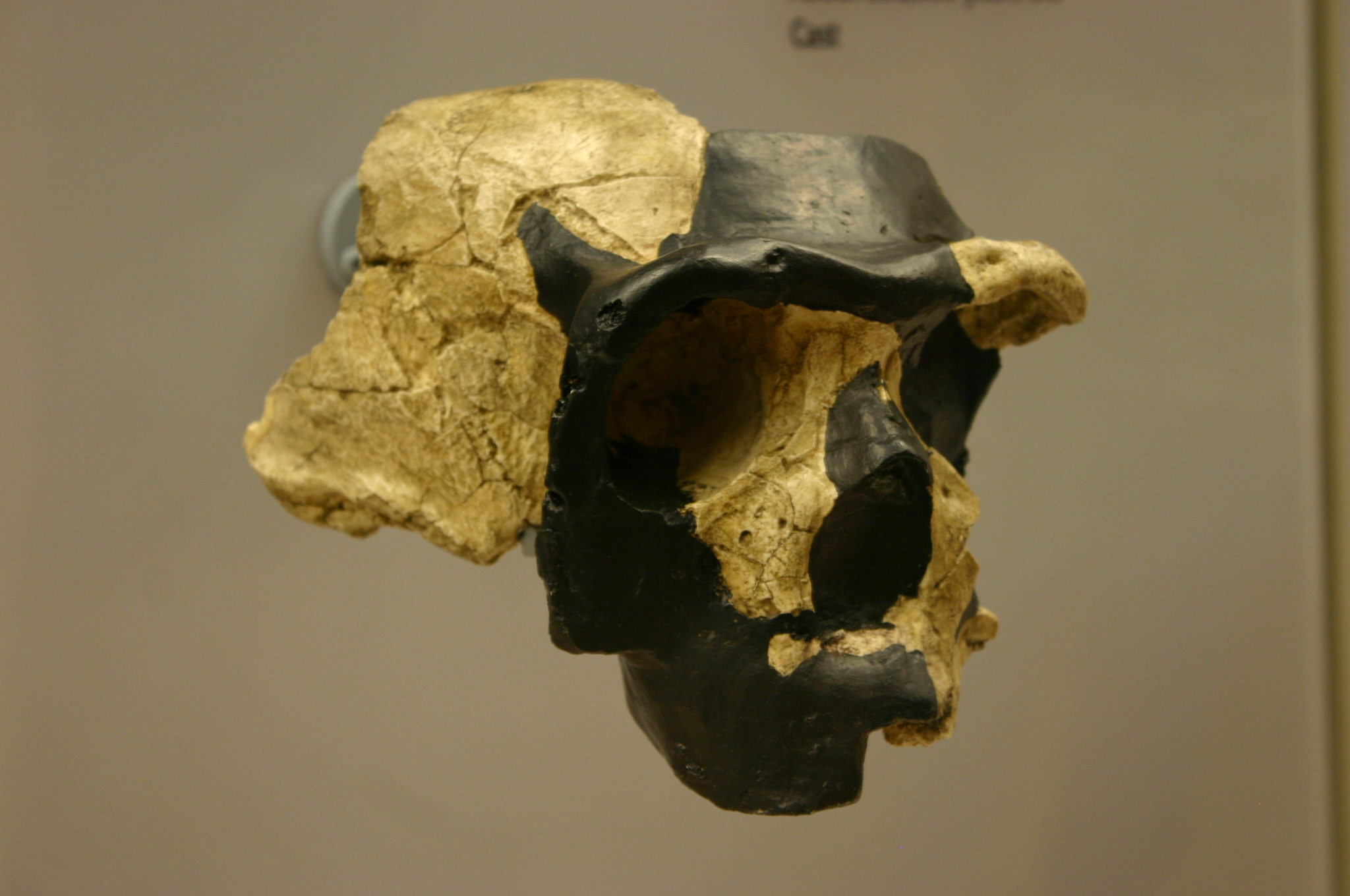

جمجمة ندوتو هي جزء من قِحف متحجر يعود إلى أحد أشباه البشر، عُثر عليها في بحيرة ندوتو شمال تنزانيا.

## الاكتشاف
بحيرة ندوتو هي بحيرة قلوية موسمية (أو ما تعرف أيضًا ببحيرة الصودا) تقع داخل منطقة السيرينجتي شمال تنزانيا بجانب بحيرة ماسك والمضيق الرئيسي في سلسلة أودية أولدوفاي. وفي خلال سبتمبر وأكتوبر عام 1973، شرع العالم أ. أ. متوري ووزارة آثار تنزانيا في عمليات تنقيب على امتداد الجبهة الغربية من شاطئ بحيرة ندوتو.[1] وقد وصلت مساحة موقع الحفر إلى حوالي 140 كم مربع، وكان السطح وحده يعج بالمواد الحجرية، وأجزاء من بقايا الحيوانات، حتى أنه تم العثور على جمجمة ندوتو في أول طابق من موقع الحفر. وعملية التنقيب التي قام بها متوري أدت إلى اكتشاف 270 قطعة حجرية وبقايا حيوانات في أول طابق فقط، و20 قطعة منهم على الأقل كانوا قَطْعًا أدوات بشرية.  ومعظم تلك الادوات تنتمي إلى حضارة أولدواي، وهي تتسم بوجود 6 حواف مسننة (3 منها لها أشكال عادية، 2 ذات شكل مثلث، وواحدة ذات شكل مستطيل). وقد لاحظ متوري في البداية عدم وجود أي أدوات من الحضارة الأشولينية، على رغم من أن الخصائص الشكلية للجمجمة تدل على أنها من الحضارة الأشولينية. ولاحقًا تم اكتشاف فئوس حجرية في ذات الموقع في عمليات بحث لاحقة.
وطبقًا لمتوري، فإن عمر العظام التي وجدها تقدر بحوالي 500,000-600,000 سنة، وذلك استنادًا على طرق تأريخ مبدئية، ودراسة ترازم العظام المتحجرة. أما بعض التقديرات الأخرى، والتي تعتمد على الصلة بين رواسب بحيرة ندوتو وقيعان بحيرة ماسك في وديان أولدوفاي، تقدر عمر الحفريات بنحو 400,000 سنة.

## إعادة البناء والتحليل
أصيبت جمجمة ندوتو بضرر بالغ وتحطمت حينما عُثر عليها. لاحقًا قام أر. جي. كلارك، وهو أول من قام بتوصيف الجمجمة، بجمع أجزائها وإعادة بنائها. وطبقًا لكلارك، فتلك الجمجمة تمثل حلقة وصل بين الإنسان المنتصب والبشر الأوائل، مستندًا على أنها تشترك في خصائصها مع كلٍ من هذين النوعين.

### أجزاء الجمجمة المتبقية
حُوفِظ على العظم القذالي في حالة سليمة تقريبًا. أما العظم الصدغي فقد أصيب بضرر: كان الجانب الأيسر في حالة أسلم من الجانب الأيمن. أما العظم الجداري فقد تحطمت، ولاحقًا تم ترميم معظم الجانب الأيمن من العظم الجداري، إلى جانب إنقاذ أجزاء متبقية من الجانب الأيسر. أما الجبهة فقد ضاعت بأكملها تقريبًا، باستثناء قطعة صغيرة أعلى الجانب الأيمن من القوس الحاجبي. أما ما تبقى من منتصف الوجه يشمل: الفتحة الأنفية، أجزاء من العظم الأنفي الأيسر، جزء من إطار محجر العين مع وجود الشقوق الدمعية، العظمة الوتدية، ومعظم أجزاء الصفيحة المحجرية اليمنى. وقد حوفظ على معظم أجزاء جانب الوجه الأيمن من أعلاه حتى ثقبة ما تحت الحجاج، وجزء من الجانب الأيسر متصل بالحنك، حيث تم العثور على جذور الناب الأيسر العلوي.

### الصفات المشتركة مع الإنسان المنتصب
تمتلك تلك الجمجمة نتوءا قفويا مكتمل الشكل على العظم القذالي مما يضفي على شكل الجمجمة انحدارا جانبيا بحيث تشبه جمجمة الإنسان المنتصب. والجزء الخشائي صغير، وجانبه الخلفي مفلطح ويقع في المستوى القفوي، والذي يشبه على وجه التحديد ما وجد في جماجم أشباه البشر رقم 9 و12 من منطقة أولدوفاي. والعظم الجبهي يقع في مستوى شبه رأسي، مما يشبه جبهة الإنسان المنتصب، لكنها تختلف عن الجمجمة التي عُثر عليها في نياندونج وتلك التي كانت في بروكن هيل، وكلتاهما تنتميان إلى الإنسان المنتصب. كما أن جدران العظم الجبهي والصدغي والجداري والقذالي سميكة للغاية.

### الصفات المشتركة مع البشر
المنطقة العظمية المحيطة بالعظم الجداري الأيمن تشير إلى وجود بروز جداري. وجوانب التجويف المخي تبدو رأسية بصفة أكبر من منظور خلفي. والصفيحة الطبلية تمتلك زائدة إبرية. ولا وجود للنتوء السهمي. والعرف فوق الجزء الخشائي لا يمتد فوق قناة الأذن.

## موضع الجدل
استنتج كلارك، بعد فحص وتحليل شكل الجمجمة، أنها تتبع الإنسان المنتصب. لكن العالم جي. فيليب رايتماير اعترض على النتيجة السابقة، وفي اعتقاده أن خصائص تلك الجمجمة شبيهة أكثر بالحفريات الأفريقية التي يُشار إلى أصحابها باسم البشر القدماء. فعلى سبيل المثال، نوه رايتماير أن أبعاد تلك الجمجمة من حيث الطول والعرض تقارب أبعاد حفريات الأناسي المنتصبين الأوائل من منطقتي كوبي فارا وإليريت في كينيا، أما حجمها فهو أقرب إلى الجمجمة رقم 12 منها إلى الجمجمة رقم 9. واستنادًا على شكل العظم القذالي، والجزء الخشائي، والجوف الحقاني، والصفيحة الطبلية الخاصة بجمجمة ندوتو، زعم رايتماير أن أقرب أشباه بشر شبهًا بتلك الجمجمة هم: أحفورة بروكن هيل، وأحفورة رجل سلدانا، وبضعة أحافير أخرى للبشر القدماء والتي وجدت في أفريقيا.